# Golden Cup 2005
La Golden Cup 2005 - Memorial Àlex Ros, promocionada sota la denominació Grup Tarradellas Cup 2005, fou una competició d'hoquei sobre patins disputada a Blanes del 30 de juny al 3 de juliol de 2005, amb la participació de les seleccions nacionals masculines de Catalunya, Itàlia, Argentina, Suïssa, un combinat d'estrelles mundials i l'equip amfitrió, el Blanes Hoquei Club.
L'organització va convidar la selecció espanyola a participar en la competició, però aquesta va declinar fer-ho.
La selecció catalana, que mesos abans havia vist revocat el seu reconeixement provisional per part de la FIRS, va estar formada per Oriol Bargalló, Jaume Llaverola, Marc Torra, David Cáceres, David Busquets, Jordi Carbó, Miquel Masoliver, Jordi Rodri, Joan Freixas i Jordi Guillén.

## Primera fase

### Grup A
| Equip       | Pts | PJ | PG | PE | PP | GF | GC | DG |
| ----------- | --- | -- | -- | -- | -- | -- | -- | -- |
| World Stars | 4   | 2  | 1  | 1  | 0  | 9  | 8  | +1 |
| Argentina   | 2   | 2  | 0  | 2  | 0  | 7  | 7  | 0  |
| Itàlia      | 1   | 2  | 0  | 1  | 1  | 3  | 4  | -1 |

| 1 de juliol (18:00) |     |             |                             |
| Itàlia              | 2-3 | World Stars | Pavelló d'Esports de Blanes |
|                     |     |             | Pavelló d'Esports de Blanes |

| 30 de juny (22:00)                                      |       |                                                       |                                                         |
| Argentina                                               | 6-6   | World Stars                                           | Pavelló d'Esports de Blanes Àrbitres: Prades i Aragonès |
| Panchito 12' Videla 16', 31' Abalos 38' Payero 44', 44' | [ 5 ] | Alves 3'(fd), 27', 34' Bargalló 8' Benito 19', 40'(p) | Pavelló d'Esports de Blanes Àrbitres: Prades i Aragonès |

| 1 de juliol (20:00) |     |        |                             |
| Argentina           | 1-1 | Itàlia | Pavelló d'Esports de Blanes |
|                     |     |        | Pavelló d'Esports de Blanes |

### Grup B
| Equip     | Pts | PJ | PG | PE | PP | GF | GC | DG |
| --------- | --- | -- | -- | -- | -- | -- | -- | -- |
| Catalunya | 4   | 2  | 1  | 1  | 0  | 7  | 3  | +4 |
| Blanes HC | 4   | 2  | 1  | 1  | 0  | 5  | 2  | +3 |
| Suïssa    | 0   | 2  | 0  | 0  | 2  | 3  | 10 | -7 |

| 1 de juliol de 2005 (20:00) |     |           |                             |
| Suïssa                      | 1-4 | Blanes HC | Pavelló d'Esports de Blanes |
|                             |     |           | Pavelló d'Esports de Blanes |

| 1 de juliol de 2005 (18:00) |     |        |                             |
| Catalunya                   | 6-2 | Suïssa | Pavelló d'Esports de Blanes |
|                             |     |        | Pavelló d'Esports de Blanes |

| 1 de juliol de 2005 (22:00) |       |             |                                                             |
| Blanes HC                   | 1-1   | Catalunya   | Pavelló d'Esports de Blanes Àrbitres: López Vega i Aragonès |
| Raed 23'                    | [ 6 ] | Guillén 44' | Pavelló d'Esports de Blanes Àrbitres: López Vega i Aragonès |

## Segona fase
|  | Semifinals                                       | Semifinals                                       |   |                                                  | Final                                            | Final |
|  |                                                  |                                                  |   |                                                  |                                                  |       |
|  | 2 de juliol - Blanes Pavelló d'Esports de Blanes |                                                  |   |                                                  |                                                  |       |
|  | Catalunya                                        | 7                                                |   |                                                  |                                                  |       |
|  | Argentina                                        | 6                                                |   |                                                  |                                                  |       |
|  |                                                  |                                                  |   |                                                  |                                                  |       |
|  |                                                  |                                                  |   |                                                  | 3 de juliol - Blanes Pavelló d'Esports de Blanes |       |
|  |                                                  |                                                  |   |                                                  | Catalunya                                        | 2     |
|  |                                                  | Blanes HC                                        | 0 |                                                  |                                                  |       |
|  |                                                  |                                                  |   |                                                  |                                                  |       |
|  |                                                  |                                                  |   |                                                  |                                                  |       |
|  |                                                  |                                                  |   |                                                  | Tercer lloc                                      |       |
|  | 2 de juliol - Blanes Pavelló d'Esports de Blanes | 2 de juliol - Blanes Pavelló d'Esports de Blanes |   | 3 de juliol - Blanes Pavelló d'Esports de Blanes | 3 de juliol - Blanes Pavelló d'Esports de Blanes |       |
|  | World Stars                                      | 2                                                |   | Argentina                                        | 4                                                |       |
|  | Blanes HC                                        | 2*                                               |   |                                                  | World Stars                                      | 3     |

### Semifinal 1
| 2 de juliol (19:00)                                       |             |                                               |                                                           |
| Catalunya                                                 | 7-6         | Argentina                                     | Pavelló d'Esports de Blanes Àrbitres: Molina i López Vega |
| Cáceres 2', 8' Guillén 5', 37' Feixas 5', 33' Pujadas 46' | [ 7 ] [ 8 ] | Payero 3', 9', 13', 42' Molina 12' Abalos 39' | Pavelló d'Esports de Blanes Àrbitres: Molina i López Vega |

### Semifinal 2
| 2 de juliol (21:00) |             |                         |                                                        |
| Blanes HC           | 2*-2        | World Stars             | Pavelló d'Esports de Blanes Àrbitres: Vidal i Aragonès |
| K. Ridaura 37', 48' | [ 7 ] [ 8 ] | Benito 41' Bargalló 42' | Pavelló d'Esports de Blanes Àrbitres: Vidal i Aragonès |

### Cinquè i sisè lloc
| 2 de juliol |       |        |                             |
| Itàlia      | 5-2   | Suïssa | Pavelló d'Esports de Blanes |
|             | [ 7 ] |        | Pavelló d'Esports de Blanes |

### Tercer i quart lloc
| 3 de juliol |     |             |                             |
| Argentina   | 4-3 | World Stars | Pavelló d'Esports de Blanes |
|             |     |             | Pavelló d'Esports de Blanes |

### Final
| 3 de juliol           |                     |           |                                                          |
| Catalunya             | 2-0                 | Blanes HC | Pavelló d'Esports de Blanes Àrbitres: Vidal i López Vega |
| Rodri 40' Pujadas 46' | [ 9 ] [ 10 ] [ 11 ] |           | Pavelló d'Esports de Blanes Àrbitres: Vidal i López Vega |

| Catalunya          |
| Campions CATALUNYA |

## Classificació final
| Classificació final | Classificació final |
| ------------------- | ------------------- |
| 1r                  | Catalunya           |
| 2n                  | Blanes HC           |
| 3r                  | Argentina           |
| 4t                  | World Stars         |
| 5è                  | Itàlia              |
| 6è                  | Suïssa              |